# Panton
Panton és una població dels Estats Units a l'estat de Vermont. Segons el cens del 2000 tenia 682 habitants.

## Demografia
Segons el cens del 2000, Panton tenia 682 habitants, 248 habitatges, i 192 famílies. La densitat de població era de 17 habitants per km².
Dels 248 habitatges en un 33,1% hi vivien nens de menys de 18 anys, en un 68,1% hi vivien parelles casades, en un 6,5% dones solteres, i en un 22,2% no eren unitats familiars. En el 16,1% dels habitatges hi vivien persones soles el 8,5% de les quals corresponia a persones de 65 anys o més que vivien soles. El nombre mitjà de persones vivint en cada habitatge era de 2,75 i el nombre mitjà de persones que vivien en cada família era de 3,06.
Per edats la població es repartia de la següent manera: un 25,2% tenia menys de 18 anys, un 7% entre 18 i 24, un 27% entre 25 i 44, un 27,1% de 45 a 60 i un 13,6% 65 anys o més.
L'edat mediana era de 41 anys. Per cada 100 dones de 18 o més anys hi havia 98,4 homes.
La renda mediana per habitatge era de 46.184 $ i la renda mediana per família de 49.375 $. Els homes tenien una renda mediana de 28.750 $ mentre que les dones 24.375 $. La renda per capita de la població era de 20.586 $. Entorn del 4,7% de les famílies i el 8% de la població estaven per davall del llindar de pobresa.